# Ajn al-Barida (Algieria)
Ajn al-Barida – miasto w północnej Algierii, w prowincji Annaba.